# VfB 08 Aachen
Der VfB 08 Aachen (offiziell: Verein für Bewegungsspiele 1908 Aachen e. V.) ist ein Sportverein aus Aachen, welcher 1908 als Fußballverein gegründet wurde. Später wurden Abteilungen für Damengymnastik und die Handballabteilung, die seinerzeit zu den besten Deutschlands gehörte, dem Verein angeschlossen. Heute unterhält der Verein neben der Fußballabteilung, weiterhin eine Abteilung für Damengymnastik. Die Handballabteilung wurde aufgelöst.

## Fußball

### Geschichte
Der VfB 08 Aachen gründete sich 1908 als Fußballmannschaft „Minerva“ mit Sitz im Frankenberger Viertel. Kurze Zeit später nannte er sich „F.C. Columbia“ und spielte zunächst auf einen Fußballplatz bei Hitfeld sowie noch im selben Jahr auf einen Platz am Waldrestaurant Siegel. Die wachsenden Mitgliederzahlen überstiegen jedoch bald die Kapazitäten des Trainingsgeländes, woraufhin der Verein eine Wiese an die Krefelder Straße für 20 Reichsmark pro Monat gepachtet hatte.
Im Jahr 1909 wurde ein Antrag auf Aufnahme in den Westdeutschen Sportverband gestellt, nachdem der „F.C. Columbia“ bisher als „freier Verein“ keinem Fußballverband angehörte. Die Aufnahme war an ein erfolgreich bestrittenes Probespiel gegen Alemannia Aachen III gebunden, das man seinerzeit mit 9:0 gewann. Die erste bestrittene Meisterschaftsrunde (1909/1910) gewann der Verein mit einem Torverhältnis von 107:4, der damit Meister der C-Klasse wurde.
Nach dem Ersten Weltkrieg verbot die Besatzungsbehörde jegliche Versammlungen. Damit war ein intensives Arbeiten zur sportlichen Wiedererstarkung des „F.C. Columbia“ äußerst beschwerlich. Die Mitgliederzahlen von Vereinen, die vor dem Krieg hohe Mitgliederzahlen aufwiesen, sind durch die während des Krieges erlittenen Verluste an aktiven und inaktiven Mitgliedern stark dezimiert worden. Dieser Umstand zwang damals viele Vereine zum Zusammenschluss mit anderen Vereinen. So musste sich auch der „F.C. Columbia“ mit dem damals auf der Hörn ansässigen „F.C. Rhenania“ vereinigen, was im Dezember 1918 zum neuen Verein für Bewegungsspiele 1908 Aachen e. V. führte.
Seine Blütezeit hatte der VfB 08 in den 1920er Jahren, als er mehrfach als Teilnehmer der höchsten Spielklasse um die Westdeutsche Fußballmeisterschaft mitspielte; der letzte Auftritt dort gelang den Rot-Weißen in der Saison 1931/32.
Nach dem Zweiten Weltkrieg konnten die Aachener nochmal kurz an erfolgreichere Zeiten anknüpfen, als ihnen am Ende der Spielzeit 1949/50 der Aufstieg in die damals drittklassige Amateurliga Mittelrhein gelang. Hier hielt sich die Mannschaft bis 1955; größter Erfolg war der fünfte Tabellenplatz in der Saison 1953/54.
Ihr letztes Spiel von überregionaler Bedeutung bestritten die Mannen vom VfB 1952 im Westdeutschen Pokal gegen den großen Lokalrivalen Alemannia Aachen, das mit 0:5 verloren ging. Allerdings konnte man 4 der insgesamt 13 Pflichtspiele gegen die Alemannia gewinnen, bei drei Unentschieden und sechs Niederlagen.
Mit dem Abstieg aus der Amateurliga Mittelrhein am Ende der Saison 1954/55 verabschiedete sich der VfB 08 Aachen vom höherklassigen Fußball und rutschte bis in die Kreisliga C, der zu seiner Zeit niedrigsten Spielklasse, ab.

### Gegenwart
In der Saison 2014/15 qualifizierte sich der VfB 08 Aachen mit einem 3. Platz der Kreisliga D, Staffel 5 für die Aufstiegsspiele in die Kreisliga C. Nach dem Bestehen der Aufstiegsspiele, spielte der VfB seit der Saison 2015/16 wieder in die Kreisliga C. Die zweite Mannschaft erlangte in der Saison 2015/16 den Meistertitel der Kreisliga D, Staffel 1. Dem Meistertitel folgte jedoch der direkte Wiederabstieg.
In der Saison 2023/24 spielen sowohl die erste, als auch die zweite Mannschaft in der Kreisliga D.
Außerdem unterhält der Verein nach vielen Jahren wieder eine Jugendabteilung.

### Spielstätte
Das Leo-Vermeeren-Stadion verfügt über ca. 500 Stehplätze, eine 400 Meter Kunststoffbahn, sowie zwei Weitsprunganlagen. Die Besonderheit der Spielstätte liegt in ihrer Lage. Obwohl die Anlage in der Stadt liegt, ist sie auf nur auf der Ostseite von urbanen Strukturen umgeben. Die Westseite ist umgeben von Landwirtschaft, außerdem ist der Aachener Wald nur wenige 100 Meter Luftlinie entfernt, was einen Kontrast zum restlichen Umfeld bietet.
Die Trainingsanlagen bzw. das Stadion teilt sich der Verein mit der Jugend der Frauenfußballabteilung von Alemannia Aachen, sowie der Fußballabteilung des Universitätssportclubs Aachen.

## Handball
Der Feldhandball-Abteilung wurde 1926 und 1928 westdeutscher Handballmeister und qualifizierte sich dadurch in diesen Jahren für die Deutsche Feldhandball-Meisterschaft. Von 1931 bis 1932 nahm Aachen als westdeutscher Vizemeister, bzw. Drittplatzierter ebenfalls an der Deutschen Meisterschaftsendrunde teil. Nach Einführung der erstklassigen Handball-Gauliga Niederrhein 1933 spielte der Verein in dieser. 1936 wechselten die Aachener Vereine in die Handball-Gauliga Mittelrhein. Diese konnte der VfB 08 Aachen 1938 und 1939 gewinnen und nahm in diesen beiden Jahren erneut an der Deutschen Feldhandball-Meisterschaft teil.

## Persönlichkeiten
- Matthias Roßbach (Alemannia Aachen)
- Ba-Muaka Simakala (VfL Osnabrück)